# (5520) Natori
(5520) Natori es un asteroide perteneciente al cinturón de asteroides descubierto el 12 de septiembre de 1990 por Takeshi Urata desde el Observatorio de Nihondaira, Shimizu-ku, Japón.

## Designación y nombre
Designado provisionalmente como 1990 RB. Fue nombrado Natori en honor de Akira Natori, descubridor de varios planetas menores. Ha colaborado con el Observatorio de Nihondaira para observaciones de seguimiento, y este planeta menor es uno de los resultados de esta cooperación.

## Características orbitales
Natori está situado a una distancia media del Sol de 2,995 ua, pudiendo alejarse hasta 3,333 ua y acercarse hasta 2,658 ua. Su excentricidad es 0,112 y la inclinación orbital 8,888 grados. Emplea 1893,97 días en completar una órbita alrededor del Sol.

## Características físicas
La magnitud absoluta de Natori es 12,2. Tiene 12,347 km de diámetro y su albedo se estima en 0,167. 